# Jean-Paul Laurens
Pour les articles homonymes, voir Laurens.
Jean-Paul Laurens est un sculpteur et peintre français, né le 28 mars 1838 à Fourquevaux et mort le 23 mars 1921 à Paris. Il est réputé pour ses scènes historiques.

## Biographie

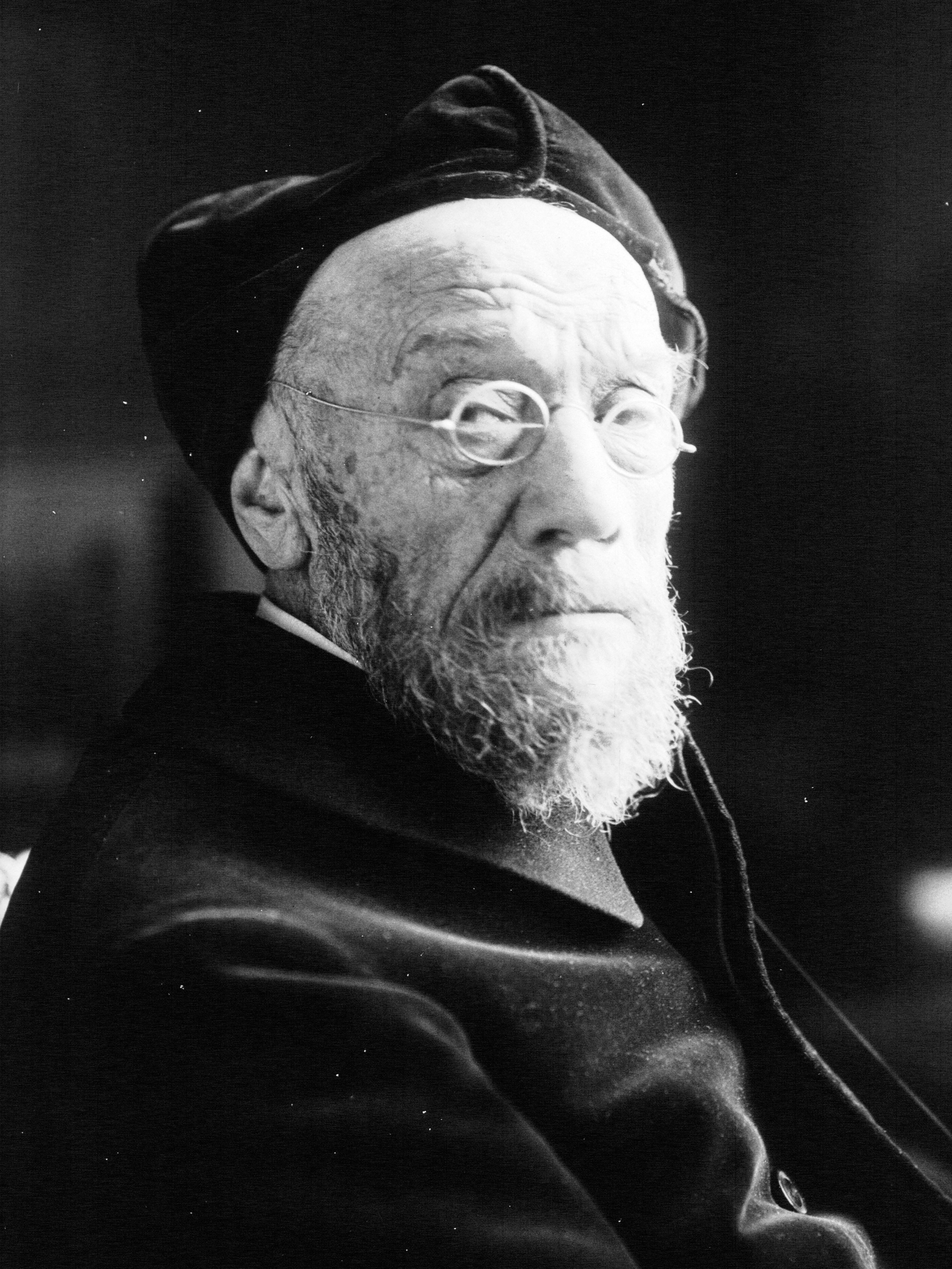
Jean-Paul Laurens en 1914, agence de presse Meurisse.

Élève à l’École supérieure des beaux-arts de Toulouse, Jean-Paul Laurens entre à l’École des beaux-arts de Paris où il est l’élève de Léon Cogniet et d’Alexandre Bida. Sa peinture est représentative de la peinture d'histoire à la fin du XIXe siècle. Il serait pour autant bien injuste de ne le présenter que comme un peintre d’histoire parmi d’autres : son érudition, sa rigueur, les prises de position politiques que constituent ses peintures et son talent indiscutable le font nettement sortir du lot.
De convictions républicaines et d’un anticléricalisme affiché, Laurens a collaboré en 1867 au Philosophe de Charles Gilbert-Martin, journal satirique condamné par la justice du Second Empire. Dans ses tableaux, il traite essentiellement des sujets à la fois historiques et religieux, mis en scène de manière dramatique et servis par une technique d’un grand réalisme. Il maîtrise parfaitement la représentation des espaces vides, ce qui donne à nombre de ses tableaux une forte puissance suggestive : ainsi dans l'Excommunication de Robert le Pieux, peut-on imaginer le vide qui se fait autour de Robert le Pieux de par le premier plan créant une béance entre le spectateur et le sujet comme sur une scène de théâtre, ou préfigurant un cadrage cinématographique.
Laurens est aussi l’auteur de grands chantiers publics : la Voûte d'acier à l'hôtel de ville de Paris, La Mort de sainte Geneviève au Panthéon de Paris, François Ier et Marguerite de Navarre, sa sœur, visitent l'imprimerie de Robert Estienne en 1899 à la bibliothèque de la Sorbonne, le plafond du théâtre de l'Odéon en 1888 (il a été remplacé en 1965 par celui d'André Masson), la salle des Illustres au Capitole de Toulouse, la coupole et le foyer du théâtre municipal de Castres. Dessinateur hors pair, il illustre notamment les Récits des temps mérovingiens d'Augustin Thierry.
Il est élu membre de l'Académie des beaux-arts en 1891.
Enseignant apprécié de ses élèves à l’École nationale supérieure des beaux-arts de Paris et à l’académie Julian, il a deux fils peintres, Paul Albert Laurens (1870-1934) et Jean-Pierre Laurens (1875-1932), nés de son union, en 1869 à Paris avec Madeleine Villemsens, et qui seront tous deux enseignants à l’académie Julian. Il habita rue Taranne à Paris en 1870, à la naissance de son fils aîné.
Il entretenait des liens d'amitié avec la famille d'André Gide, avec Charles Péguy et Auguste Rodin, qui réalisa en 1882, en remerciement de son appui lors de la polémique du prétendu surmoulage de sa statue L'Âge d'airain, un buste du peintre, dont une épreuve en bronze est conservée au musée des Augustins de Toulouse. L'écrivain Ferdinand Fabre a écrit une biographie de son ami Jean-Paul : Le Roman d'un peintre.
En 1872, il fait bâtir un manoir de style éclectique à Yport en Seine-Maritime, le manoir Laurens, par l'architecte Georges Diéterle, et en 1903, son hôtel particulier au 5, rue Cassini dans le 14e arrondissement de Paris par l'architecte Louis Süe, où il résida jusqu’à sa mort en mars 1921.

## Hommages
Le collège d’Ayguesvives, ainsi qu’une place d’Yport, village où il avait fait construire une vaste maison à partir de 1872, portent son nom.

Jean-Paul Laurens portraituré par ses proches
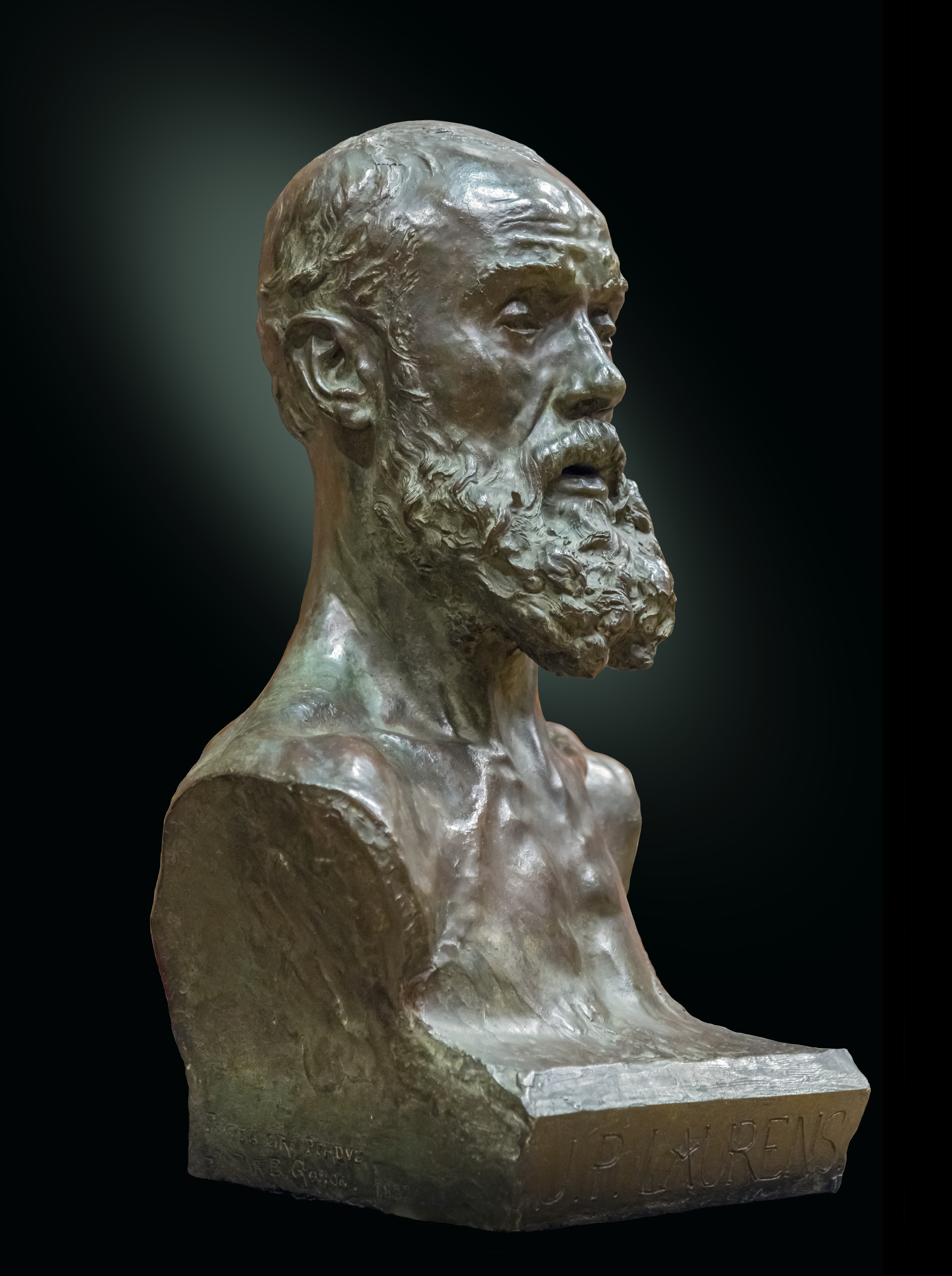
Auguste Rodin, Jean-Paul Laurens (1882), Toulouse, musée des Augustins.
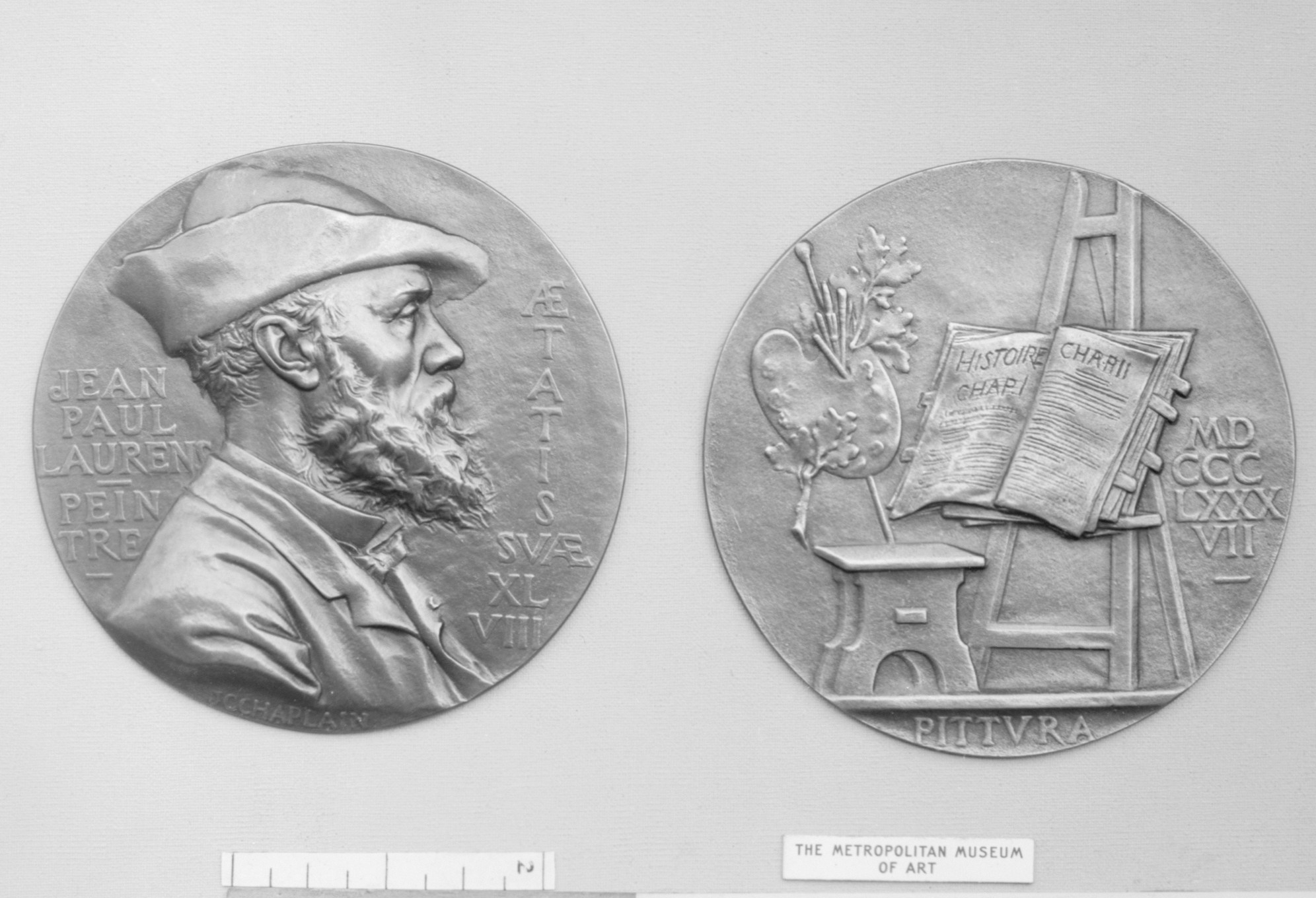
Jules Chaplain, Portrait en médaillon de Jean-Paul Laurens (1887), New York, Metropolitan Museum of Art.
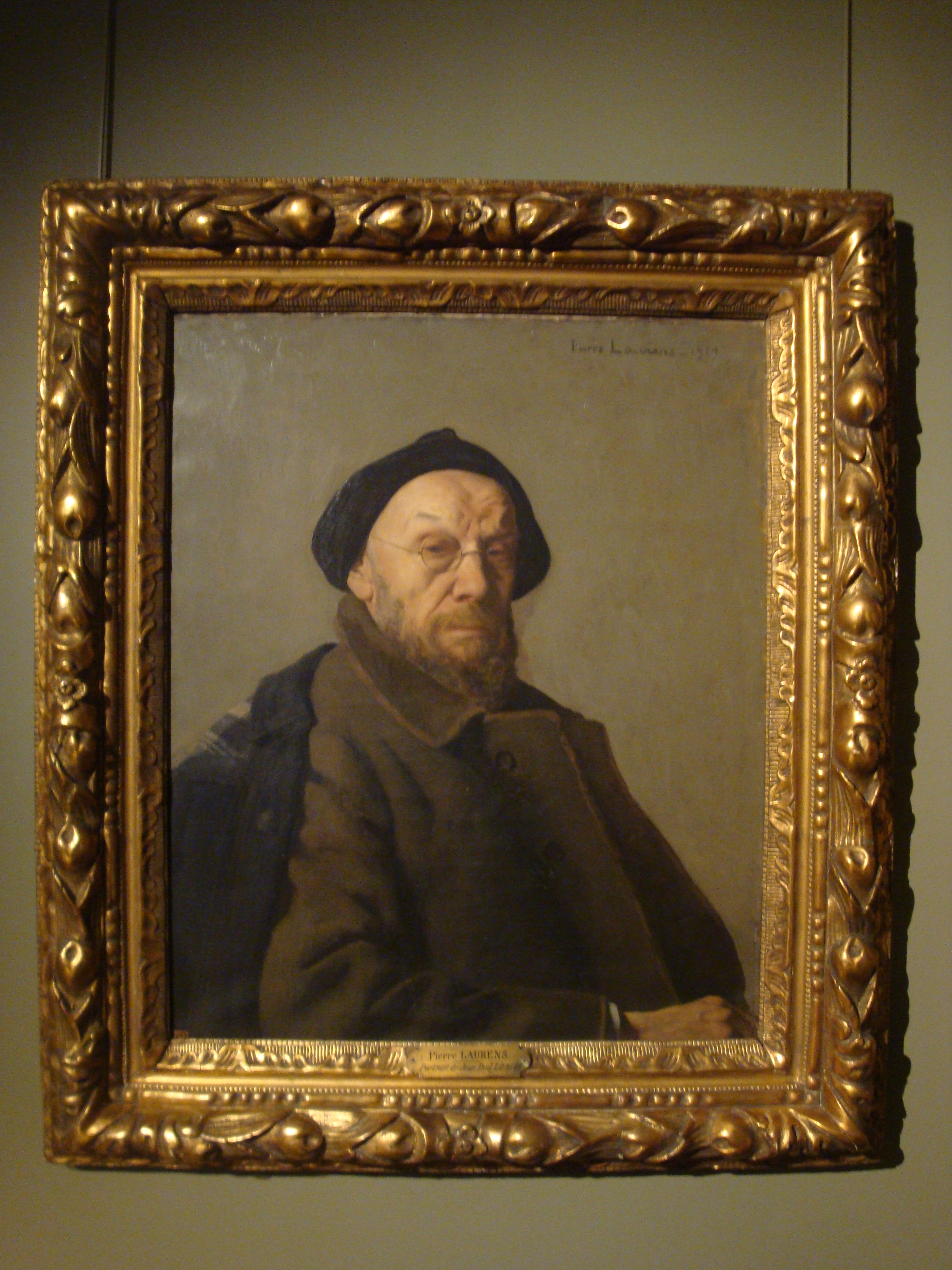
Jean-Pierre Laurens, Portrait de Jean-Paul Laurens (1919), Fécamp, musée des Pêcheries.

## Œuvres

### Peinture
| Tableau | Titre                                                                                      | Date           | Dimensions                   | Notes | Lieu de conservation                                                 |
| ------- | ------------------------------------------------------------------------------------------ | -------------- | ---------------------------- | ----- | -------------------------------------------------------------------- |
|         | La Mort de Caton d'Utique                                                                  | 1863           | 158 × 204 cm                 |       | Musée des Augustins de Toulouse                                      |
|         | Portrait d'Augustin Fumadelles                                                             | 1863           | 46 × 38 cm                   |       | Musée des Beaux-Arts d'Agen                                          |
|         | Homère dans l'île de Scyros                                                                | 1864           |                              |       | Musée des Pêcheries, Fécamp                                          |
|         | Vue de la falaise d'Yport                                                                  |                | 41 × 24 cm                   |       | Musée des Pêcheries, Fécamp                                          |
|         | La Mort de Tibère                                                                          | 1864           |                              |       | Musée Paul-Dupuy, Toulouse                                           |
|         | Moriar                                                                                     | 1867           | 240 × 180 cm                 |       | musée Calvet, Avignon                                                |
|         | Vox in deserto                                                                             | 1868           | 242 × 141 cm                 |       | Musée des Beaux-Arts d'Orléans                                       |
|         | Hérodiade et sa Fille                                                                      | 1869           |                              |       | Localisation actuelle inconnue                                       |
|         | Jésus guérissant un démoniaque                                                             | 1869           | 280 × 180 cm                 |       | Aubigny-au-Bac, église Saint-Amand                                   |
|         | Le Pape Formose et Étienne VII (esquisse)                                                  | 1870           | 73 × 100 cm                  |       | Petit Palais, Paris                                                  |
|         | Le Pape Formose et Étienne VII                                                             | 1870           | 100 × 152 cm                 | Musée | Musée d'Arts de Nantes                                               |
|         | Jésus chassé de la synagogue                                                               | 1870           | x cm                         |       | Église Notre-Dame-de-la-Paix, Ribérac                                |
|         | Le Pape Ambroise instruisant Honorius                                                      | 1870           | 109 × 91 cm                  |       | Collection particulière                                              |
|         | La Mort du duc d'Enghien (esquisse)                                                        | 1872           | 38 × 30 cm                   |       | Musée Condé, Chantilly                                               |
|         | La Mort du duc d'Enghien                                                                   | 1872           |                              |       | Localisation actuelle inconnue                                       |
|         | La Mort du duc d'Enghien (réplique)                                                        | 1872           | 165 × 104 cm                 |       | Musée des Beaux-Arts et de la Dentelle, Alençon                      |
|         | La Piscine de Bethsaïda                                                                    | 1873           | 245 × 307 cm                 |       | Musée des Augustins de Toulouse                                      |
|         | Saint Paul visitant saint Pierre en prison (d'après Filippino Lippi)                       | vers 1873      | 229 × 90 cm                  |       | Musée d'Orsay, Paris                                                 |
|         | Portrait de femme en robe noire tenant un gant                                             | 1874           | 81,5 × 65,5 cm               |       | Petit Palais, Paris                                                  |
|         | Le Cardinal                                                                                | 1874           | 81,5 × 57,5 cm               |       | Petit Palais, Paris                                                  |
|         | Saint Bruno refusant les offrandes de Roger, comte de Calabre                              | 1874           |                              |       | église Saint-Nicolas-des-Champs, Paris                               |
|         | Une victime des Borgia                                                                     | 1875           | 66 × 52 cm                   |       | Petit Palais, Paris                                                  |
|         | L'Excommunication de Robert le Pieux                                                       | 1875           | 130 × 218 cm                 | Musée | Musée d'Orsay, Paris                                                 |
|         | Étude d'architecture                                                                       | 1875           | 33 × 49 cm                   |       | Musée d'art moderne André-Malraux, Le Havre                          |
|         | L'Interdit                                                                                 | 1875           | 116 × 181 cm                 |       | Musée d'art moderne André-Malraux, Le Havre                          |
|         | Le Dernier Trône carolingien                                                               | vers 1875      | 83,8 × 68,5 cm               |       | Collection privée                                                    |
|         | François de Borgia devant le cercueil d'Isabelle de Portugal                               | 1876           | 229 × 157 cm                 |       | Musée des Beaux-Arts de Brest                                        |
|         | Autoportrait                                                                               | 1876           |                              |       | Musée des Offices, Florence.                                         |
|         | Les Funérailles de Guillaume le Conquérant                                                 | vers 1876      | 86 × 115 cm                  |       | Musée des Beaux-Arts de Béziers                                      |
|         | Les Funérailles de Guillaume le Conquérant (réplique)                                      | vers 1876      | 85 × 114 cm                  |       | Musée national des Beaux-Arts, Rio de Janeiro                        |
|         | L'État-Major autrichien devant le corps de Marceau                                         | 1877           | 210 × 300 cm                 |       | Kyoto, collection Sumitomo                                           |
|         | La Mort de sainte Geneviève (esquisse de la partie droite)                                 | vers 1877      | 65 × 41 cm                   |       | Musée d'Orsay, Paris                                                 |
|         | La Mort de sainte Geneviève (esquisse de la partie gauche)                                 | vers 1877      | 65 × 41,5 cm                 |       | Musée d'Orsay, Paris                                                 |
|         | La Mort de sainte Geneviève (esquisse de la partie centrale)                               | vers 1877      | 65 × 50 cm                   |       | Musée d'Orsay, Paris                                                 |
|         | Les Funérailles de sainte Geneviève (esquisse)                                             | vers 1877      | 65 × 32 cm                   | Musée | Musée d'Orsay, Paris                                                 |
|         | La Mort et les Funérailles de sainte Geneviève (esquisse)                                  | vers 1877-1885 | 100 × 154,5 cm               |       | Petit Palais, Paris                                                  |
|         | Le Chemin de la Maloche                                                                    | 1878           | 48 × 65 cm                   |       | Collection particulière                                              |
|         | La Délivrance des emmurés de Carcassonne                                                   | 1879           | 488 × 350 cm                 |       | Musée des Beaux-Arts de Carcassonne                                  |
|         | Le Bas-Empire : Honorius                                                                   | 1880           | 153 × 107 cm                 |       | The Chrysler Museum, Norfolk                                         |
|         | Étude pour Samson et Dalila                                                                | vers 1880      | 27 × 41 cm                   |       | Musée d'Orsay, Paris                                                 |
|         | L'Interrogatoire                                                                           | 1881           | 79 × 121 cm                  |       | Musée de l'Ermitage, Saint-Pétersbourg                               |
|         | Portrait d'Auguste Rodin                                                                   | 1881           |                              |       | Musée Rodin, Paris                                                   |
|         | La Mort de sainte Geneviève                                                                | 1882           |                              |       | Panthéon de Paris                                                    |
|         | Les Funérailles de sainte Geneviève                                                        | 1882           |                              |       | Panthéon de Paris                                                    |
|         | Homme agenouillé                                                                           | 1882           | 40 × 27 cm                   |       | Musée Anne-de-Beaujeu, Moulins                                       |
|         | Les Derniers Moments de Maximilien, empereur du Mexique                                    | 1882           | 222 × 303 cm                 |       | Musée de l'Ermitage, Saint-Pétersbourg                               |
|         | Le Pape et l'Inquisiteur                                                                   | 1882           | 113 × 134 cm                 |       | Musée des Beaux-Arts de Bordeaux                                     |
|         | Les Murailles du Saint-Office                                                              | 1883           | 116,5 × 82 cm                |       | Musée des Augustins de Toulouse                                      |
|         | La Répudiation de la reine Berthe (esquisse)                                               | 1883           | 50,2 × 61,3 cm               |       | Musée Rolin, Autun                                                   |
|         | La Répudiation de la reine Berthe                                                          | 1883           | 81,6 × 100,3 cm              |       | Philadelphia Museum of Art                                           |
|         | Étude d'un esclave                                                                         | vers 1883      | 40 × 27 cm                   |       | Petit Palais, Paris                                                  |
|         | La Vengeance d'Urbain VI                                                                   | 1884           | 83 × 102 cm                  |       | Collection particulière                                              |
|         | Barques au pied d'une falaise en Normandie                                                 | vers 1885      | 41 × 33 cm                   | Musée | Musée d'Orsay, Paris                                                 |
|         | Étude du roi Kanut                                                                         | vers 1885      | 50 × 34,5 cm                 |       | MUDO - Musée de l'Oise, Beauvais                                     |
|         | Le Grand Inquisiteur chez les rois catholiques (esquisse)                                  | 1886           | 33 × 41 cm                   |       | Collection particulière                                              |
|         | Le Grand Inquisiteur chez les rois catholiques                                             | 1886           | 116 × 150 cm                 |       | Philadelphia Museum of Art                                           |
|         | L'Agitateur du Languedoc                                                                   | 1887           | 115 × 149 cm                 |       | Musée des Augustins de Toulouse                                      |
|         | Mounet-Sully dans le rôle de Hamlet                                                        | 1887           | 62 × 51 cm                   |       | coll. Comédie-Française, Paris                                       |
|         | Autoportrait de l’artiste peignant le plafond du Théâtre de l’Odéon                        | 1887-1888      | 65 × 54,8 cm                 |       | musée Carnavalet, Paris                                              |
|         | Ophélie                                                                                    | 1888           | 93.5✕66.3cm                  |       | Musée d'art Satoe, Université Internationale Heisei(Japan,Kazo city) |
|         | La Solitude                                                                                | 1888           | 92,4 × 73,3 cm               |       | Musée Rolin, Autun                                                   |
|         | Les Muses et les Arts (esquisse)                                                           | 1888           | 60 × 75 cm                   |       | Musée des Augustins de Toulouse                                      |
|         | Étude d'un édile parisien pour la Voûte d'acier                                            | 1888           | 41 × 27,5 cm                 |       | Petit Palais, Paris                                                  |
|         | Jeune Femme orientale                                                                      | 1888           | 120 × 92 cm                  |       | Collection particulière                                              |
|         | Portrait de Monsieur Pretet                                                                | 1889           | 66 × 51 cm                   |       | Collection particulière                                              |
|         | Les Hommes du Saint-Office (esquisse)                                                      | 1889           | 32 × 46 cm                   |       | Musée Anne-de-Beaujeu, Moulins                                       |
|         | Les Hommes du Saint-Office                                                                 | 1889           | 145 × 195 cm                 |       | Musée Anne-de-Beaujeu, Moulins                                       |
|         | Le Vieux Savant ou l'Alchimiste                                                            | 1889           | 60 × 48 cm                   |       | Musée des Augustins de Toulouse                                      |
|         | Étude pour Étienne Marcel protège le Dauphin                                               | vers 1889      | 41 × 27 cm                   |       | Petit Palais, Paris                                                  |
|         | Silhouette de Lafayette, étude pour la Voûte d'acier                                       | vers 1889      | 41 × 27,2 cm                 |       | Petit Palais, Paris                                                  |
|         | Les Sept Troubadours : fondation des Jeux floraux                                          | 1890           | 95 × 125 cm                  |       | Localisation actuelle inconnue                                       |
|         | Scène de répétition                                                                        | 1891           | 30 × 41 cm                   |       | coll. Comédie-Française, Paris                                       |
|         | Ecce Homo                                                                                  | 1891           | 292 × 199 cm                 |       | Église Saint-Germier, Fourquevaux                                    |
|         | Saint Jean Chrysostome et l'Impératrice Eudoxie                                            | 1893           | 127 × 160 cm                 |       | Musée des Augustins de Toulouse                                      |
|         | La Petite de Bonchamps ou Vive le Roi !                                                    | 1893           | 138,4 × 183,5 cm             |       | Musée d'Orsay                                                        |
|         | Le Pape et l'Empereur                                                                      | 1894           | 139 × 185 cm                 |       | Collection particulière                                              |
|         | Étude pour la Muraille                                                                     | vers 1894      | 44 × 171 cm                  |       | Musée d'Art Roger-Quilliot, Clermont-Ferrand                         |
|         | La Muraille                                                                                | 1895           |                              |       | Capitole de Toulouse                                                 |
|         | Mounet-Sully dans le rôle de L'Arétin                                                      | vers 1895      | 54 × 45 cm                   |       | Comédie-Française, Paris                                             |
|         | Les Otages                                                                                 | 1896           | 112 × 145 cm                 |       | Musée des Beaux-Arts de Lyon                                         |
|         | La Voûte d'acier                                                                           | 1891-1896      |                              |       | Hôtel de ville de Paris                                              |
|         | Louis VI octroie aux Parisiens leurs premières chartes                                     | 1891-1896      |                              |       | Hôtel de ville de Paris                                              |
|         | Étienne Marcel protège le Dauphin                                                          | 1891-1896      |                              |       | Hôtel de ville de Paris                                              |
|         | La Répression de la révolte des Maillotins                                                 | 1891-1896      |                              |       | Hôtel de ville de Paris                                              |
|         | Henri II et Anne Dubourg                                                                   | 1891-1896      |                              |       | Hôtel de ville de Paris                                              |
|         | L'Arrestation du conseiller Broussel                                                       | 1891-1896      |                              |       | Hôtel de ville de Paris                                              |
|         | La Reynie                                                                                  | 1891-1896      |                              |       | Hôtel de ville de Paris                                              |
|         | Turgot                                                                                     | 1891-1896      |                              |       | Hôtel de ville de Paris                                              |
|         | Irène                                                                                      | 1896           |                              |       | Localisation actuelle inconnue                                       |
|         | Le Lauraguais                                                                              | 1897           |                              |       | Capitole de Toulouse                                                 |
|         | François Ier visitant l'atelier de Robert Estienne                                         | 1899           |                              |       | Sorbonne, Paris                                                      |
|         | Toulouse contre Montfort                                                                   | 1899           |                              |       | Capitole de Toulouse                                                 |
|         | La Musique : l'apothéose de Beethoven                                                      | 1902           | 550 × 300 cm                 |       | Castres, théâtre                                                     |
|         | Proclamation de la République, 1848                                                        | 1902           | 200 × 243 cm                 |       | Petit Palais, Paris                                                  |
|         | L'Excommunication de Raymond VI de Toulouse                                                | 1902           |                              |       | Capitole de Toulouse                                                 |
|         | La Mort du député Baudin                                                                   | 1902           | 116,4 × 81,7 cm              |       | Maison de Victor Hugo, Paris                                         |
|         | Jeanne d'Arc accueillant Charles VII à Tours                                               | vers 1903      | 400 × 400 cm                 |       | Hôtel de ville de Tours                                              |
|         | Le Bûcher après le supplice                                                                | vers 1903      | 300 × 350 cm                 |       | Hôtel de ville de Tours                                              |
|         | Épisode de la vie de Jeanne d'Arc                                                          | vers 1903      | 300 × 350 cm                 |       | Hôtel de ville de Tours                                              |
|         | L'Entrée du roi François Ier à Montbrison                                                  | 1903           | 146 × 115 cm                 |       | Hôtel de préfecture de la Loire, Saint-Étienne                       |
|         | Les Mineurs                                                                                | 1904           | 146 × 115 cm                 |       | Hôtel de préfecture de la Loire, Saint-Étienne                       |
|         | La Chronique                                                                               | 1906           |                              |       |                                                                      |
|         | La Mort de Galswinthe                                                                      | 1906           | huile sur toile 65,5 × 85 cm | musée | Museo Nacional de Bellas Artes, Buenos Aires                         |
|         | Pietro                                                                                     | 1907           |                              |       |                                                                      |
|         | Portrait de Charles Péguy                                                                  | 1908           | huile sur toile 118 × 89 cm  | Musée | Centre Pompidou, Paris                                               |
|         | L'Escholier                                                                                | 1909           |                              |       |                                                                      |
|         | La Villa Borghèse à Rome, fragment d'un triptyque                                          | 1909           |                              |       |                                                                      |
|         | La Reddition d'Yorktown en 1781                                                            | 1910           |                              |       |                                                                      |
|         | Le Catéchisme                                                                              | 1910           |                              |       |                                                                      |
|         | L'Attente d'une reine mérovingienne                                                        | 1910           | 55 × 46 cm                   |       | Collection particulière                                              |
|         | Le Chevalet                                                                                | 1911           |                              |       |                                                                      |
|         | Méditation                                                                                 | 1911           |                              |       |                                                                      |
|         | Devant le tombeau                                                                          | 1912           | 112 × 160 cm                 |       | Musée des Augustins de Toulouse                                      |
|         | Le Tournoi                                                                                 | 1912           |                              |       | Capitole de Toulouse                                                 |
|         | La Première Séance solennelle des Jeux floraux                                             | 1912           |                              |       | Capitole de Toulouse                                                 |
|         | Philippe II à l'Escurial                                                                   | 1914           |                              |       |                                                                      |
|         | Déploration de la Vierge devant la Croix                                                   | 1915           | 230 × 164,5 cm               |       | Église Saint-Germier, Fourquevaux                                    |
|         | Les Prophètes de l'Ancien Testament entourés d'anges                                       | 1915           | 172 × 294 cm                 |       | Église Saint-Germier, Fourquevaux                                    |
|         | Le Comité de sécurité de la ville de Paris et du département de la Seine pendant la guerre | 1918           | 150 × 190 cm                 |       | Musée Carnavalet, Paris                                              |
|         | Les Hommes rouges ou Le Sans gêne                                                          | 1919           | 74 × 50 cm                   |       | Collection particulière                                              |
|         | Un conseiller au Parlement, étude pour Henri II et Anne du Bourg                           |                | 34 × 29 cm                   | Musée | Paris, musée d'Orsay                                                 |
|         | Femme soutenue par deux hommes, étude pour la révolte des Maillotins                       |                | 41 × 32 cm                   |       | Musée Joseph-Déchelette, Roanne                                      |
|         | Les Gibelins                                                                               |                | 125 × 190 cm                 |       | Musée d'Orsay                                                        |
|         | Portrait d'Émile Vernier                                                                   |                | 32 × 24 cm                   |       | Musée des Pêcheries, Fécamp                                          |
|         | Moine prêchant                                                                             |                | 40,6 × 26,6 cm               |       | Musée Rolin, Autun                                                   |
|         | Un légiste au XIVe siècle                                                                  |                | 54 × 43 cm                   |       | Musée des Beaux-Arts de Pau                                          |
|         | Études d'hommes et de femmes                                                               |                |                              |       | Musée des Beaux-Arts de Lyon                                         |
|         | Portrait présumé de madame Daguerre                                                        |                | 54 × 43 cm                   |       | Musée des Beaux-Arts de Pau                                          |
|         | Étude d'homme assis                                                                        |                | 40,8 × 27 cm                 |       | Musée des Beaux-Arts de Brest                                        |
|         | Le Comte de Toulouse Raymond VI, en prière dans une église                                 |                | 55 × 38 cm                   |       | MUDO - Musée de l'Oise, Beauvais                                     |
|         | Présentation du Christ à la foule par Ponce-Pilate                                         |                |                              |       | Faverney, église Saint-Bénigne                                       |

### Illustrations
- Goethe, Faust, orné de dessins de Jean-Paul Laurens gravés par Champollion, Librairie des Bibliophiles, Paris, 1885 lire en ligne sur Gallica
- Scène biblique ; Portrait de Pierre de profil gauche (1880) ; Étude de nu à la colombe ; Étude de nu la main droite sur la hanche, dans Cent dessins de maîtres, Paris, H. Launette éditeur-libraire, 1885.

### Sculpture
- Madame Jean-Paul Laurens, 1914, gisant en bronze, fonte Hohvillier, Fourquevaux, église Saint-Germier, chapelle de l'Agonie[9]. Un exemplaire en bronze fondu par Alexis Rudier est conservé à Paris au musée d'Orsay[10]. Le modèle en plâtre est conservé au musée des Augustins de Toulouse (inv. Ro 1055)[9].

## Élèves
- Maurice Achener (1881-1963), français.
- George Charles Aid, britannique.
- Fernand Allard l'Olivier (1883-1933), belge.
- Jeanne Alix (1884-1960), française.
- Mathilde Arbey (1890-1966), française.
- George Barbier (1882-1932), français.
- Raoul Barré (1896-1898), canadien.
- Árpád Basch, hongrois.
- Maurice Bastide du Lude (1870-1960), français, à l'Académie Julian.
- Émile Beaussier (1874-1943), français.
- Róbert Berény (1887-1953), peintre hongrois, à l'Académie Julian.
- Louis Berthomme Saint-André.
- Henry Blahay (1869-1941), français, à l'académie Julian.
- Emilio Boggio (1857-1920), vénezuélien.
- Edmond de Boislecomte (1849-1923), à l'académie Julian[11].
- Adrien Adolphe Bonnefoy, peintre français[11].
- Teodoro Braga (1872-1953), brésilien.
- Henri Cain (1857-1937), français.
- Marguerite Jeanne Carpentier (1886-1965), en 1903, aux Beaux-Arts.
- Marie-Eugénie Coulin-Moinot (1867-1950), française.
- Cecilia Cuțescu-Storck (1879-1973), roumain.
- Pol de Czernichowski (1876-1916).
- Antony Troncet (1879-1939), français.
- Alfred Dabat (1869-1935), français.
- Hermine David (1886-1970), française, en 1905, à l'académie Julian.
- Juliette Émilie Debes (née en 1889), en 1917[12].
- Angèle Delasalle.
- Marthe Debes (née en 1893), en 1917[13].
- Robert Dessales-Quentin (1885-1957), français.
- Georges Dufrénoy (1870-1943), français.
- André Dunoyer de Segonzac (1884-1974), français.
- Gaston Durel (1879-1954), français.
- Antonio Esteban Frías Rivas (1868-1944), vénézuélien.
- Anton Otto Fischer (1882-1962), américain.
- Jenny Fontaine (1862-1938), française.
- Emmanuel Fougerat (1869-1958), français.
- Hippolyte Fournier.
- Raphaël Freida (1877-1942).
- Pierre Galle (1883-1960), à l'académie Julian
- Noël Garrigues (1889-1952), français.
- Alfred Garth Jones (en) (1872-1955), anglais.
- Albert Dakin Gihon (1876-1950).
- Camille Godet, de 1898 à 1900.
- Clément Gontier.
- Robert Raoul André Guinard (1896-1989).
- Albert Herter (1871-1950), américain.
- Lester George Hornby (1882-1956), américain.
- Eugène Huc (1891-1979), français.
- Jeanne Louise Jacoutot-Mahudez (1876-1956).
- André Jacquemin (1904-1992), français.
- David Junès[14](1874-1938)
- Gustave Louis Jaulmes (1873-1959), à l'académie Julian.
- Bernard Karfiol (1886-1952), peintre américain [15].
- Edwin H. Kiefer (1860-1931), américain
- Cecil King (1881-1942), anglais.
- Jeanne Langevin-Godeby
- Charles Lapierre
- Achille Laugé (1861-1944).
- Maurice Le Liepvre (1848-1897), français.
- Lucien de Maleville (1881-1964), français.
- Victor Marec (1862-1920), français.
- Henri Martin (1860-1943), français.
- Louis-Auguste Mélot (?-1899), français.
- Daniel Merlin (1861-1933), français.
- Jan Monchablon (1854-1904).
- Gabriel Moiselet (1885-1961), français, entre 1906 et 1914 aux Beaux-Arts[16].
- János Pentelei Molnár (1878-1924), hongrois.
- Charles Péquin (1879-1963).
- Henry Moret (1856-1913), français, en 1876 aux Beaux-Arts, puis à l'académie Julian.
- Émile Motte (1860-1931), belge, en 1887-1888 à l'académie Julian
- Marcel Pille
- Abel Pineau (1895-1973), français.
- James Pitcairn-Knowles, britannique.
- Henriette Porson (1874-1963), française.
- Robert Poughéon (1886-1955), à partir de 1907, français.
- Pedro Reszka Moreau (1872-1960), chilien.
- Stanislaw Rejchan (1858-1919), polonais.
- Louis Rivier (1885-1963), suisse.
- Louis Roger (1874-1953), aux Beaux-Arts.
- Alphonse Roubichou (1861-1938), français
- Alexandre-Georges Roux (1853-1929), français.
- Joseph Saint-Charles (1868-1956), canadien.
- René Schützenberger (1860-1916), français.
- Paul Sibra (1889-1951), français.
- Aurélia de Souza (1866-1922), portugaise.
- Sofia Martins de Souza (1870-1960), portugaise.
- Gustave Surand (1860-1937), vers 1880-1884, français.
- Antony Troncet  (1879-1939), français, académie Julian, puis en 1902 aux Beaux-Arts.
- Paul Vayson (1842-1911), français.
- André Villeboeuf (1893-1956), français.
- Eliseu Visconti (1866-1944), brésilien.
- Max Vollmberg (1882-XXe siècle), allemand.
- Charles Wislin (1852-1932), français.
- Mahonri Mackintosh Young (1877-1957), américain, académie Julian en 1901
- Yvonne Ziegler (1902-1988), française.
- Arturo Michelena, vénézuélien.